# Commission internationale de nomenclature zoologique

La Commission internationale de nomenclature zoologique (en anglais, International Commission on Zoological Nomenclature — ICZN) est un organisme qui a été institué en 1895, lors du 3e congrès international de zoologie de Leyde, pour établir les règles de nommage des espèces animales uniformes pour tous les groupes zoologiques.
En 1895, la Commission internationale de nomenclature zoologique est composée de cinq zoologistes qui sont ses membres fondateurs : R. Blanchard, J.V. Carus, F.A. Jentink, P.L. Sclater et C. W. Stiles.
La Commission, qui compte aujourd'hui 25 membres venant de 20 pays différents, agit de deux façons.
D'une part, il fait paraître le Code international de nomenclature zoologique qui contient toutes les règles de désignation des espèces animales. D'autre part il agit comme une sorte de tribunal pour régler les cas litigieux. La Commission fait paraître ses décisions dans son mensuel, le Bulletin of Zoological Nomenclature.
Aujourd'hui la littérature scientifique compte plusieurs millions d'espèces animales et plus 2 000 nouveaux genres et 15 000 nouvelles espèces sont créés chaque année.
La Commission travaille sous l'autorité de l’International Union of Biological Sciences (IUBS) et ses membres sont élus de façon anonyme par les zoologistes lors des assemblées générales de l'IUBS ou à l'occasion de certains congrès internationaux.
Deux associations, l’American Association for Zoological Nomenclature et l’European Association for Zoological Nomenclature, jouent le rôle de lien entre les zoologistes et fournissent un soutien financier à la Commission. Une troisième structure, l’International Trust for Zoological Nomenclature, basée à Londres, contribue également aux finances et aux publications de la Commission. La vente de ses publications ne couvre que la moitié des frais engagés par la Commission.
Le secrétariat de la Commission est situé au Natural History Museum de Londres.